# Aguas Calientes (paroisse civile)
Ne doit pas être confondu avec Aguascalientes.
Pour les articles homonymes, voir Aguas Calientes.
Aguas Calientes est l'une des deux paroisses civiles de la municipalité de Diego Ibarra dans l'État de Carabobo au Venezuela. Sa capitale est Mariara.

## Géographie

### Relief
La paroisse civile est limitée au nord et à l'est par une chaîne de monts qui la sépare de l'État voisin d'Aragua dominée par le pico Periquito au nord et cerro El Picacho à l'est. Au sud se trouve le lac de Valencia et une presqu'île montagneuse dominée par le cerro La Cabrera.

### Démographie
La paroisse civile est constituée de plusieurs entités démographiques dont les quartiers orientaux de Mariara, chef-lieu de la municipalité dont elle constitue l'une des deux divisions territoriales dont ceux de El Cujisal, Humberto Celi et Tequendama. Plus à l'est se trouvent les quartiers de la Guaricha, Natalicio et El Bosque. Sur la presqu'île s'avançant dans le lac de Valencia se trouve la localité de La Cabrera et les hameaux côtiers de La Palmita, El Muerto, Punta Palmita et Papayal.